# 장간막 허혈
장간막 허혈(腸間膜虛血, mesenteric ischemia)은 혈액 공급이 충분하지 않은 까닭에 소장에 장애가 발생하는 질병이다. 갑자기 찾아오는 경우 급성 장간막 허혈이라고 하며, 점진적으로 찾아오는 경우 만성 장간막 허혈이라고 한다. 급성 질병은 갑작스런 극심한 통증을 동반한다. 증상은 급성 질병이나 만성 질병 환자에게 더 천천히 다가올 수 있다. 만성 질병의 증상에는 식사 후 복통, 고의적이지 않은 체중 감소, 구토, 식사에 대한 두려움을 포함한다.
위험 요인에는 혈전성향증이 되는 경향이 있는 만성 신부전, 심방 세동, 심부전, 그리고 심근 경색 이력이 있다. 혈류가 문제가 있을 경우 발생하는 구조가 4가지 있다: 동맥성색전증, 동맥혈전증, 장간막정맥에 형성되는 혈액 응고, 저혈압이나 혈관 수축으로 인한 불충분한 혈류량. 만성 질병은 급성 질병의 위험 요소이다. 가장 좋은 진단 방식은 혈관조영술이며, 이 기술의 이용이 불가능한 상황에서는 CT 촬영이 사용된다.
급성 허혈의 치료에는 인터벤션 영상을 통해 보이는 폐색 장소에 스텐트나 혈전용해를 사용하는 것을 포함한다. 최소침습시술을 사용하여 폐색 부분을 우회, 제거할 수 있으며 죽은 창자를 제거하는 것이 필요할 수 있다. 조속히 치료하지 않으면 결과가 나쁜 경우가 종종 있다. 치료를 받은 환자 중에서도 사망 위험율은 70%에서 90%에 달한다. 만성 질환 환자에게는 치료를 위해 현관우회로술(bypass surgery) 또한 선택이 가능하다. 정맥혈전증 환자는 수술로도 개선이 되지 않을 경우 헤파린, 와파린과 같은 항응고제로 치료할 수 있다.
급성 장간막 허혈은 개발도상국에서 해마다 100,000명 당 약 5명에 영향을 준다. 만성 장간막 허혈은 100,000명 당 약 1명에 영향을 준다. 영향을 받는 대부분의 사람들은 60세 이상이다. 발생 빈도는 같은 나이대의 남성과 여성 기준으로 거의 동일하다. 장간막 허혈은 1895년에 처음 기술되었다.

## 역사
급성 장간막 허혈은 1895년 처음 기술되었으며, 만성 질병은 1940년대에 처음 기술되었다. 만성 질병은 처음에 "angina abdominis"라는 이름으로 처음 알려졌다.